# FC Ajka
Az FC Ajka egy profi magyar labdarúgócsapat, amely jelenleg a magyar másodosztályban szerepel. A klubot 1923-ban alapították, színei zöld-fehér. Eddigi legnagyobb sikere, hogy a 2022-2023-as idényben az NB II harmadik, dobogós helyén végzett. Ezenkívül háromszoros harmadosztályú, illetve negyedosztályú bajnok a klub.

## Története
A klubot 1923-ban alapították, Ajkai Sportegyesület néven. A csapat stadionját, melyet jelenleg is használ, 1948-ban avatták fel. Az 1970-es években az Ajkai Alumínium SK állandó résztvevője volt a harmadosztálynak, kiugró eredmények nélkül. 1978-ban  a csapat a harmadosztály ezüstérmeseként feljutott a másodosztályba. Az 1982-es kiesés után négy idényt a harmadosztályban töltöttek, míg 1987-ben nevet is változtatott a klub. Az új név Ajka Hungalu SK lett. 1992-ben jutottak fel újra az NB II-be. Egy évre rá, a csapat kiesett, és az egyesület megszüntette a labdarúgó szakosztályt. Miután a klub egyesült az Ajkai Bányásszal, 1993 augusztusában megalakult az Ajkai Labdarúgó Club. 1994-től, egészen 2001-ig Ajkai SE néven szerepeltek.

### 2000-es évek
A 2000-es éveket a csapat a harmadosztályban kezdte el, de hamar a negyedosztályban találta magát. Miután megnyerték a 2004/05-ös harmadosztály Bakony csoportját, feljutottak a másodosztályba. Itt bekövetkezett a szokásosnak mondható forgatókönyv. Az ajkaiak egy szezon után, utolsóként estek vissza az NB III-ba. Az újbóli feljutás nem váratott magára sokat, hiszen rögtön sikerült a visszatérés. A 2007/08-as szezont biztos bennmaradóként, a tizenkettedik helyen abszolválták. A következő évadban meglepetésre, az ötödik helyen zártak, ráadásul a 2009/10-es bajnokságban az előkelő negyedik helyen végeztek. Utoljára 1980-ban értek el ilyen jó pozíciót a második vonalban.

### A 2010-es évek kezdeti sikerei
Miután a klubrekordot sikerült beállítani, a 2010/11-es szezonban a csapat a hatodik helyen végzett az akkor igencsak erősnek számító mezőnyben többek között a Tatabányát és a Győri ETO-t is megelőzve. Ezután ismét álomszerű szezon következett, a 2011/12-es szezonban a Mihalecz Péter és Gaál Bálint csatárkettős vezetésével ismételten sikerült beállítani a klubrekordot jelentő negyedik helyet kettő ponttal lemaradva a bronzérmes Gyirmóttól. Ezt követte a 2012/13-as idényben egy hatodik hely, ami azért volt igazán fontos, mert a következő idényben összevonták a másodosztály nyugati és keleti csoportját, és ezzel a helyezéssel sikerült kivívni a részvételt ismét a magyar másodosztályban. A 2013/2014-es idényben immár összevont, egycsoportos NBII-ben a hetedik helyet sikerült megkaparintani többek között a már veteránnak számító Sowumni Thomas Babatunde góljainak köszönhetően. A 2014/15-ös idényben az FC Ajka csapata a kiesés ellen harcolt, végül a 12. hely megszerzésével sikerült bent tartani a csapatot.

### Mélyrepülés és harmadosztály
A 2015/16-os idényben az FC Ajka csapata győzelemmel nyitott a Sopron csapatát legyőzve, majd 3 vereséget követően a Szeged csapatát is sikerült legyőzni. 8 meccset követően az Ajka a 10. helyen állt, és semmi jelét nem mutatta annak, hogy kiesés ellen fog harcolni. Az ezt követő 10 meccsen azonban összesen 6 pontot sikerült szerezniük, ami miatt félúton már kieső helyre került a csapat. A játék képén egyértelműen látszott, hogy a klubnak nehézsége vannak mind pénzügyileg, mind játékosállomány szempontjából, ezeket tavaszra nem sikerült megoldani, a csapat 0 győzelemmel, 4 döntetlennel és 11 vereséggel zárva a tavaszi szezonrészt az utolsó helyen esett ki a harmadosztályba.

### Változások a klub vezetésében és a visszajutás
A nyáron nagy változások történtek: Kaibás Dezsőt Geri Gyula váltotta az ügyvezetői székben, míg a vezetőedzői posztot Bűcs Zsolt töltötte be. Az újjáalakult csapattól irreális elvárás volt, hogy azonnal visszajusson a  második vonalba, miután ebben az évben az NB III. Nyugati csoportjában szerepelt a Kaposvári Rákóczi és az ETO FC Győr is. Rosszul kezdték a bajnokságot, de az ősz közepére beérett a munka. Kiegyensúlyozott teljesítménnyel az év végéig reális esély volt egy dobogós helyezésre, de a Sárvár elleni váratlan hazai fiaskó után (0-3) elszálltak a remények, míg a vezetőség megköszönte Bűcs Zsolt vezetőedző munkáját. A maradék három fordulóban az addigi utánpótlás szakágvezető, Rozmán László vette át a felnőttcsapat irányítását. A 2016/17-es bajnokságot a 4. helyen zárták.
A 2017/18-as idényben már kitűzött cél volt a vezetőség részéről a visszajutás a magyar másodosztályba. A legnagyobb rivális a Kaposvár és az Érd lett, az első fordulók után látszott, hogy szoros versenyfutásnak néznek elébe a felek. Miután a Kaposvárt sikerült otthon legyőzni, átvette a vezetést az Ajka 10 fordulót követően. Rozmán Lászlót féltávnál Kis Károly váltotta vezetőedzői poszton, a másodedző Jeney Gyula lett. Végig a Kaposvár nyomában volt a csapat, azonban miután nem sikerült legyőzni a somogyi együttest a tavaszi rangadón, elúszott a feljutás.
A 2018/19-es szezonban egyértelműen az Ajka vált favorittá az NBIII nyugati csoportjának mezőnyében. A vezetőedzői posztot Schindler Szabolcs foglalta el, miután Kis Károly nehezen visszautasítható ajánlatot kapott a Vasas csapatától. A Schindler vezette együttes óriási veretlenségi sorozatot produkálva első helyen telelt, majd hatalmas pontelőnyét a Ménfőcsanak és a Csorna elleni vereségek ellenére sem sikerült elbuknia, a csapat 3 év után sikeres visszajutott az NBII-be.

### Újra a másodosztályban
Az FC Ajka sikeres feljutását követően Schindler Szabolcs közös megegyezéssel távozott a klubtól, helyét a korábbi vezetőedző, Kis Károly vette át ismét Jeney Gyula másodedzőségével. A csapat eleinte nehezen vette fel az NBII ritmusát, az ősz végén a 15. helyen állt hét ponttal a meglepő módon kieső helyen lévő Szombathelyi Haladás csapata előtt. A tavaszi szezonban egy Kazincbarcikai döntetlent és egy Vasas elleni vereséget követően óriási formába lendült a csapat, és a következő 6 meccsen 6 győzelmet tudott felmutatni. Ezzel a kilencedik helyen végzett a "csonka szezonban", miután a koronavírus járványt követően a maradék 9 meccs (ajkai szempontból 10) nem lett lejátszva.

### Az igazi klubrekord
A következő, 2020/21-es szezonban az FC Ajka csapatától ismét a bennmaradás volt a reális elvárás. Ezt olyannyira sikerült megdönteni, hogy az FC Ajka csapata elérte a szezon végére történetének legjobb eredményét, 5. helyezést ért el az egy csoportos NBII-ben. Az első 5 fordulót követően ráadásul az első helyen állt a csapat. A Kis Károly és Jeney Gyula vezette alakulat bátor, letámadó focit játszott, amivel az ellenfelek nehezen tudtak mit kezdeni. A lendület és a bátor játék meghozta gyümölcsét, az FC Ajka elérte fennállása legnagyobb eredményét. Itt szerzői jogosultságomból adódóan némi magyarázatra szorulok. Az FC Ajka csapata ugyan háromszor is ért el negyedik helyezést a magyar másodosztályban, egyikük sem számít akkora sikernek, mint a 2020/21-es ötödik hely. Tekintsük át, miért: Az 1979/80-as szezonban az FC Ajka negyedik lett a másodosztályban, de ezt úgy érte el, hogy az NBI mezőnye 18 csapatos volt, a másodosztály pedig egy nyugati, keleti és egy középcsoporttal rendelkezett, úgy, mint ma az NBIII. A 2009/10-es, illetve a 2011/12-es sikerekre hasonló a szabály: 16 csapatos NBI, és két 15, majd a 2011/12-es szezonban két 16 csapatos NBII. Ha a matematikát figyelembe vesszük, ezekben a szezonokban az FC Ajka az országban mindkét alkalommal legjobb esetben az ország 23. legjobb csapata volt.  A 2020/21-es szezonban elért ötödik hely a következőt jelenti. Mivel immár az NBII egy csoportból áll és a 2022/23-as szezonig 20 csapatból, az NBI pedig 12 csapatból, kijelenthető, hogy az FC Ajka az ország 17. legjobb csapata volt az adott szezonban. Éppen ezért, a néhány éves harmadosztályban való játékot követően a csapatnak sikerült elérni fennállása legjobb eredményét.
A 2021/22-es szezon átlagos teljesítményt hozott, a csapat ismét a kilencedik helyen zárt. A 2022/23-as kezdeti nehézségeket követően Kis Károly vezetőedző távozott, helyét az addig másodedző Jeney Gyula vette át. Jeney alatt a csapat szárnyalásba kezdett, a vezetőedző mérlege jelenleg 13 győzelem, 2 döntetlen és 2 vereség (az MTK-tól és a Diósgyőrtől), ennek köszönhetően a csapat hét fordulóval a bajnokság vége előtt a harmadik helyen áll, 8 pontra a feljutást érő második MTK Budapest mögött és 5 ponttal a Gyirmót csapata előtt. Végül egy Szentlőrinc elleni vereség miatt a feljutást nem sikerült elérni, de a bronzéremmel ismét sikerült klubrekordot dönteni, így az F.C. Ajka az ország 15. legjobb csapata volt ebben az évben.

### 2023/2024
Az F.C. Ajka csapata nagy reményekkel várta a következő szezont. A fiatalos lendületet hozó Jeney Gyula készítette fel a csapatot a következő idényre is. A klubnak nem sikerült átmenteni a tavaszi formát, a csapat kieső helyen állt 2023 novemberében, miután zsinórban 9 bajnoki meccsen szenvedtek vereséget. Jeney Gyulát menesztette a vezetőség, helyére a korábban még az NB III-as csapatot irányító Schindler Szabolcsot nevezték ki. A védekező filozófia és a hatékony kontrajáték meghozta a gyümölcsét tavaszra, sikerült kiharcolni a bentmaradást, a bajnokságot 10. helyen zárta az Ajka csapata.

### 2024/2025
Az NB II-ben résztvevő csapatok létszáma 18-ra csökkent az MLSZ döntését követően. A következő szezonra való felkészülést Schindler Szabolcs vezetőedzővel kezdte meg a csapat. Ahogyan a korábbi években is, nehezen indult a szezon a csapat számára, az őszi meccseket követően a kiesőhelyek közelében álltak. A védekezőjáték nem hozta a várt eredményeket, így Schindler Szabolcs vezetőedző ismét távozott a csapattól az első tavaszi fordulókat követően. Megbízott vezetőedzőként Gaál Bálintot nevezték ki, aki korábban kétszer is az ajkai csapat tagja volt a másodosztályban. 2025-re Ajka városa anyagi nehézségekbe ütközött. Az önkormányzat az ajkai sportéletet, és a futballklubot jelölte meg első számú költségcsökkentési felületnek. Ennek következtében 9 év után benyújtotta lemondását Geri Gyula ügyvezető igazgató, helyére dr. Soós Imre egyetemi adjunktust nevezték ki. 

### Szolgáltatások, reformok a sportéletben.
Geri Gyula kinevezésével számos új szolgáltatás, reform, felújítás valósult meg a klub életében. Az FC Ajka vezetőtestülete és a Sportváros Nonprofit KFT. kiemelten foglalkozott a város sportéletével, az elmúlt években az Ajkai Városi Sportcentrum óriási fejlődésen ment keresztül. A hét hektáros területen négy nagyméretű futballpálya található. A centerpálya, mögötte egy műfüves pálya, a túloldalon pedig egy-egy NBIII-as licenc-szel rendelkező nagyméretű füves pálya. 2019/2020-ban két új kisméretű műfüvespálya került a nagyműfüves mellé, a kispályás tornák/bajnokságok nagy része itt folyik. A téli időszakban sátrak biztosítják a megfelelő körülményeket. A centerpályát a 2020/2021-es szezon utolsó hazai mérkőzését követően jelentősen felújították, megszűnt a körülötte lévő atlétikai futópálya, és néhány méterrel közelebb került a szurkolózónát elválasztó kerítéshez, így a főlelátó (nyugati oldal) sokkal közelebb került a játékosokhoz. A vadonatúj vízelvezető rendszer, a gyepszőnyeg beültetése, a két új eredményjelző tábla beüzemelése, a sajtórészleg felújítása, illetve a lelátó teljes újra festése és a székek lerakása az összes lelátó részen mindössze 4 hónapot vett igénybe, így az új szezont már szinte egy komplett új stadionban kezdhette a csapat. A 2022/2023-as szezonban a főépület és a vendégszektor lett felújítva, valamint két mobillelátó is épült a hazai szurkolóknak. Korábban a VIP-részleg is teljes felújításon esett át, ezzel biztosítva a profi körülményeket NBII-es mérkőzéseket. Az NBIII-as Veszprém szintén stadion felújítás alatt esett át, ezért a hazai meccseinek akkor az ajkai csapat adott otthont. 

## Névváltozások
- 1923–1968 Ajkai Sportegyesület
- 1968–1987 Ajkai Alumínium SK
- 1987–1993 Ajkai Hungalu SE/SK
- 1993–1994 Ajkai Labdarúgó Club
- 1994–2001 Ajkai SE
- 2001– FC Ajka

## Sikerek
Magyar másodosztályban
- Bronzérmes: 2022-2023

Magyar harmadosztályban
- Aranyérmes: 1986–87, 1991–92, 2006–07, 2018-19
- Ezüstérmes: 1977–78, 2017-2018
- Bronzérmes: 1975–76

Magyar negyedosztályban
- Aranyérmes: 1973–74, 2000–01, 2004–05
- Ezüstérmes: 1996–97, 1999–00
- Bronzérmes: 1972–73, 2002–03

## Játékoskeret
Utolsó módosítás: 2024. január 28.
A vastaggal jelzett játékosok felnőtt válogatottsággal rendelkeznek.
A dőlttel jelzett játékosok kölcsönben szerepelnek a klubnál.
*Kooperációs szerződéssel szerepel a csapatnál.

| Mezszám                | Név                   | Nemzetiség       | Születési hely | Születési idő (kor)           | Korábbi csapat                 | Érték (€) | Szerződés lejárta |
| Kapusok                | Kapusok               | Kapusok          | Kapusok        | Kapusok                       | Kapusok                        | Kapusok   | Kapusok           |
| ---------------------- | --------------------- | ---------------- | -------------- | ----------------------------- | ------------------------------ | --------- | ----------------- |
| 1                      | Balogh Márton         | magyar           | Ajka           | 1993. augusztus 31. (31 éves) | Hévíz SK                       | 10 000    | 2024.06.30.       |
| 31                     | Horváth Dániel        | magyar           | Győr           | 1996. március 5. (29 éves)    | Aqvital FC Csákvár             | 200 000   | 2025.06.30.       |
| 97                     | Szabados István       | magyar           | Debrecen       | 1997. november 8. (27 éves)   | Debreceni VSC                  | 50 000    | Nem publikus      |
| Védők                  |                       |                  |                |                               |                                |           |                   |
| 11                     | Présinger Ádám        | magyar           | Pápa           | 1989. január 26. (36 éves)    | Gyirmót FC Győr                | 50 000    | 2024.06.30.       |
| 13                     | Csemer Gyula          | magyar           | Hatvan         | 1994. január 27. (31 éves)    | Budapest Honvéd FC             | 100 000   | 2025.06.30.       |
| 17                     | Görgényi Dávid        | magyar           | Mór            | 1990. augusztus 16. (34 éves) | Vác FC                         | 50 000    | 2024.06.30.       |
| 20                     | Tóth Gergely          | magyar           | Budapest       | 1992. május 2. (32 éves)      | Kaposvári Rákóczi FC           | 100 000   | 2025.06.30.       |
| 25                     | Jagodics Bence        | magyar           | Szombathely    | 1994. március 31. (30 éves)   | BFC Siófok                     | 125 000   | 2025.06.30.       |
| 29                     | Szűcs Kristóf         | magyar           | Szeged         | 1997. január 3. (28 éves)     | Újpest FC II                   | 75 000    | Nem publikus      |
| 34                     | Tar Zsolt             | magyar           | Kunhegyes      | 1993. február 13. (32 éves)   | Győri ETO FC                   | 75 000    | 2024.06.30.       |
|                        | Forgó Milán           | magyar           | Budapest       | 2005. október 28. (19 éves)   | Vasas FC II                    | -         | 2024.06.30.       |
| Középpályások          |                       |                  |                |                               |                                |           |                   |
| 5                      | Kenderes Zoltán       | magyar           | Cegléd         | 1989. augusztus 12. (35 éves) | Szolnoki MÁV FC                | 50 000    | 2024.06.30.       |
| 19                     | Csizmadia Zoltán      | magyar           | Budapest       | 1990. október 31. (34 éves)   | Győri ETO FC                   | 125 000   | 2024.06.30.       |
| 22                     | Tajthy Tamás          | magyar           | Miskolc        | 1991. augusztus 29. (33 éves) | BFC Siófok                     | 75 000    | 2024.06.30.       |
| 74                     | Babos Bence           | magyar           | Győr           | 2004. február 12. (21 éves)   | Fehérvár FC II                 | 75 000    | 2024.06.30.       |
| 77                     | Horváth Péter         | magyar           | Zalaegerszeg   | 1995. július 4. (29 éves)     | Békéscsaba 1912 Előre          | 75 000    | 2026.06.30.       |
|                        | Fiáth Bence           | magyar           | Siófok         | 2004. január 18. (21 éves)    | Budafoki MTE                   | 10 000    | 2024.06.30.       |
| Támadók                |                       |                  |                |                               |                                |           |                   |
| 7                      | Borsos FIlip          | magyar           | Sopron         | 2000. június 22. (24 éves)    | Győri ETO FC                   | 100 000   | 2025.06.30.       |
| 9                      | Zsolnai Richárd       | magyar           | Budapest       | 1995. március 28. (30 éves)   | Diósgyőri VTK                  | 150 000   | 2025.06.30.       |
| 14                     | Gaál Bálint           | magyar           | Szombathely    | 1991. július 14. (33 éves)    | BFC Siófok                     | 150 000   | 2024.06.30.       |
| 18                     | Sejben Viktor         | HUN              | Székesfehérvár | 1996. június 4. (28 éves)     | Aqvital FC Csákvár             | 100 000   | 2025.06.30.       |
| 27                     | Szarka Ákos           | szlovák · magyar | Dunaszerdahely | 1990. november 24. (34 éves)  | Kaposvári Rákóczi FC           | 50 000    | 2024.06.30.       |
|                        | Nagy Mihály Krisztián | HUN              | Siklós         | 1992. június 20. (32 éves)    | Kozármisleny SE                | 75 000    | Nem publikus      |
|                        | Nikola Pantović       | szerb · magyar   | Kragujevac     | 1994. március 19. (31 éves)   | Molfetta Calcio                | 50 000    | 2025.06.30.       |
| Kölcsönadott játékosok |                       |                  |                |                               |                                |           |                   |
| Név                    | Poszt                 | Nemzetiség       | Születési hely | Születési idő (kor)           | Kölcsönben itt                 | Érték (€) | Kölcsön lejárta   |
| Nagy Benjámin          | középpályás           | magyar           | Veszprém       | 2005. július 21. (19 éves)    | Balatonfüredi FC               | 25 000    | 2024.06.30.       |
| Doncsecz Levente       | támadó                | magyar           | Szombathely    | 2003. június 13. (21 éves)    | Szeged-Csanád Grosics Akadémia | 100 000   | 2024.06.30.       |

## Vezetőedzők
- Varga Géza (1961–1963)
- Hidasi Ernő (1963–1964)[2]
- Gróf József (1964–1968)
- Major József (1968–1970)[3]
- Gróf József (1970)
- Lipták Rezső (1971–1973)[4]
- Csabai Lajos (1973–1976)[5]
- Magyar György (1976–1978)[6]
- Szigeti Ferenc (1978–1979)[7]
- Dalnoki László (1979–1981)[8]
- Halter Gyula (1981–1982)[9]
- Lipták Rezső (1982–1983)[10]
- Baki László (1983–1985)[11]
- Glázer Róbert (1985–1986)[12]
- Szőke Miklós (1986–1988)[13]
- Szabó Rezső (1988–1990)[14]
- Somodi László (1990–1991)
- Dalnoki László (1991–1992)[15]
- Csörnyei László (1993)[16]
- Fördös József (1993–1994)[17]
- Koller Tamás mb. (1994)[18]
- Kovács Attila (1994–1995)
- Czibik Géza (1996)
- Kovács Attila (1996–1997)
- Szécsi János (1997–1998)[19]
- Fördős József (1998–2000)[20]
- Szécsi János (2000–2001)[21]
- Kovács Attila (2001–2002)[22]
- Nagy Mihály (2002–2003)[23]
- Jákli Péter (2003–2006)[24]
- Mihalecz István (2006)[25]
- Jákli Péter (2006)[26]
- Szabó Imre (2006–2008)[27]
- Horváth Tamás (2008)[28]
- Artner Tamás (2008–2011)[29]
- Jákli Péter (2011–2012)[30]
- Németh Zoltán (2012–2013)[31]
- Vass László (2013)[32]
- ifj. Mihalecz István (2013)[33]
- Jákli Péter (2014)[34]
- Klement István (2014)[35]
- Zoran Kuntić (2014–2015)[36]
- Jákli Péter (2015)[37]
- Székely Tibor (2016)[38]
- Artner Tamás (2016)[39]
- Lengyel Ferenc (2016)[40]
- Bücs Zsolt (2016–2017)[41]
- Kis Károly (2018)[42]
- Schindler Szabolcs (2018–2019)[43]
- Kis Károly (2019–2022)[44]
- Jeney Gyula (2022–2023)
- Schindler Szabolcs (2023–2025)[45]

## Külső hivatkozások
- A csapat hivatalos honlapja (magyarul)
- A csapat adatlapja a magyarfutball.hu-n (magyarul)
- A csapat stadionjának adatlapja a magyarfutball.hu-n (magyarul)